# ایزابلا ابلین
ایزابلا ابلین (انگلیسی: Isabella of Ibelin, Queen of Cyprus and Jerusalem؛ 1241 – ۱۳۲۴ (۸۲−۸۳ سال))، ملکه اورشلیم و قبرس و همسر هوگ سوم قبرس بود.